# Nemoria inaequalis
Nemoria inaequalis là một loài bướm đêm trong họ Geometridae.